# Мельбурнська міська електричка
Мельбурнська міська електричка (англ. Railways in Melbourne) — система ліній приміських електропотягів у місті Мельбурн, Вікторія, Австралія. Разом з численними трамвайними маршрутами складає основу громадського транспорту міста. В системі використовується ширина колії 1600 мм та потяги що живляться від повітряної контактної мережі. Системою керує компанія Metro Trains Melbourne.

## Історія
Перша залізнична лінія в місті відкрилася 12 вересня 1854 року, в наступні десятиліття система постійно розвивалася. Найактивніше
розвиток йшов з 1870-х до початку 1890-х років, у ті часи було збудовано багато нових ліній. Перші розмови про електрифікацію системи почалися у 1908 році, місцева влада замовила інженерам підготували проект переходу на електропотяги. Затвердили проект у грудні 1912 року,
передбачалося що перші електропотяги почнуть курсувати містом вже у 1915 році. Реалізації цих планів перешкодила Перша світова війна, не вдалося 
вчасно імпортувати електрообладнання з Великої Британії. З затримкою на три роки почалася тестова експлуатація електропотягів, комерційна розпочалася 28 травня 1919 року. Одразу після електрифікації першої лінії почалися роботи на інших, більшість ліній була електрифікована до 1930 року. Після Другої світової сталося незначне розширення системи. До початку 70-х ніяких значних робіт по розширенню не велося. Перша підземна ділянка відкрилася у 1985 році коли була відкрита так звана міська петля з 3 підземними станціями в діловому центрі міста. Будівництво цієї ділянки було потрібне щоб розвантажити центральні наземні станції.

## Лінії
В місті 16 пасажирських ліній що сходяться в центрі Мельбурна на залізничному вокзалі Flinders Street та сполучають його з численними передмістями.
- Лінія «Alamein» — 8 станцій та 14,9 км, прямує на схід до станції «Alamein».
- Лінія «Belgrave» — 10 станцій та 41.8 км, прямує на схід до передмістя Белгрейв.
- Лінія «Craigieburn» — 15 станцій та 27 км, прямує на північ до передмістя Крейгіберн.
- Лінія «Cranbourne» — 6 станцій та 44 км, прямує на південний схід до передмістя Кренбурн.
- Лінія «Flemington Racecourse» 2 станцій та 7,8 км, відгалуження від лінії «Craigieburn», прямує до іподрому.
- Лінія «Frankston» 21 станція та 42,7 км, прямує на південний схід до міста Франкстон.
- Лінія «Glen Waverley» — 12 станцій та 20,9 км, відгалуження від лінії «Lilydale», прямує на схід до передмістя Глен-Веверлі.
- Лінія «Hurstbridge» — 23 станції та 36,7 км, прямує на північний схід до міста Герстбрідж.
- Лінія «Lilydale» — 21 станція та 37,8 км, прямує на схід до передмістя Лілідейл.
- Лінія «Pakenham» — 29 станцій та 56,9 км, прямує на південний схід до передмістя Пакенхем.
- Лінія «Sandringham» — 13 станцій та 17,9 км, прямує на південь до міста Бейсід.
- Лінія «South Morang» — 21 станція та 24,7 км, прямує на північний схід до передмістя Південний Моран.
- Лінія «Sunbury» — 15 станцій та 39,5 км, прямує на північний захід до міста Санбері.
- Лінія «Upfield» — 14 станцій та 20,1 км, прямує на північ до станції «Upfield».
- Лінія «Werribee» — 15 станцій та 32,9 км, прямує на захід до передмістя Вірібі.
- Лінія «Williamstown» — 10 станцій та 16,2 км, прямує на південний захід до передмістя Вільямстаун.

## Особливості
Переважна більшість ліній проходить на поверхні, в системі приблизно 170 залізничних переїздів, частина ліній використовується спільно з регіональними та вантажними потягами.

## Розвиток
У середині 2000-х був затверджений амбіційний проект з модернізації системи вартістю понад 14 млрд доларів США. Ці кошти будуть спрямовані на закупівлю нових вагонів, реконструкцію діючіх ліній та на будівництво нової підземної ділянки завдовжки 9 км та 5 підземними станціями.
Відкрити тунель заплановано до 2025 року.

## Режим роботи
Система працює з 5:00 до 0:00, але в ніч з п'ятниці на суботу та з суботи на неділю потяги курсують цілодобово зі збільшеними до однієї години інтервалами руху.

## Галерея

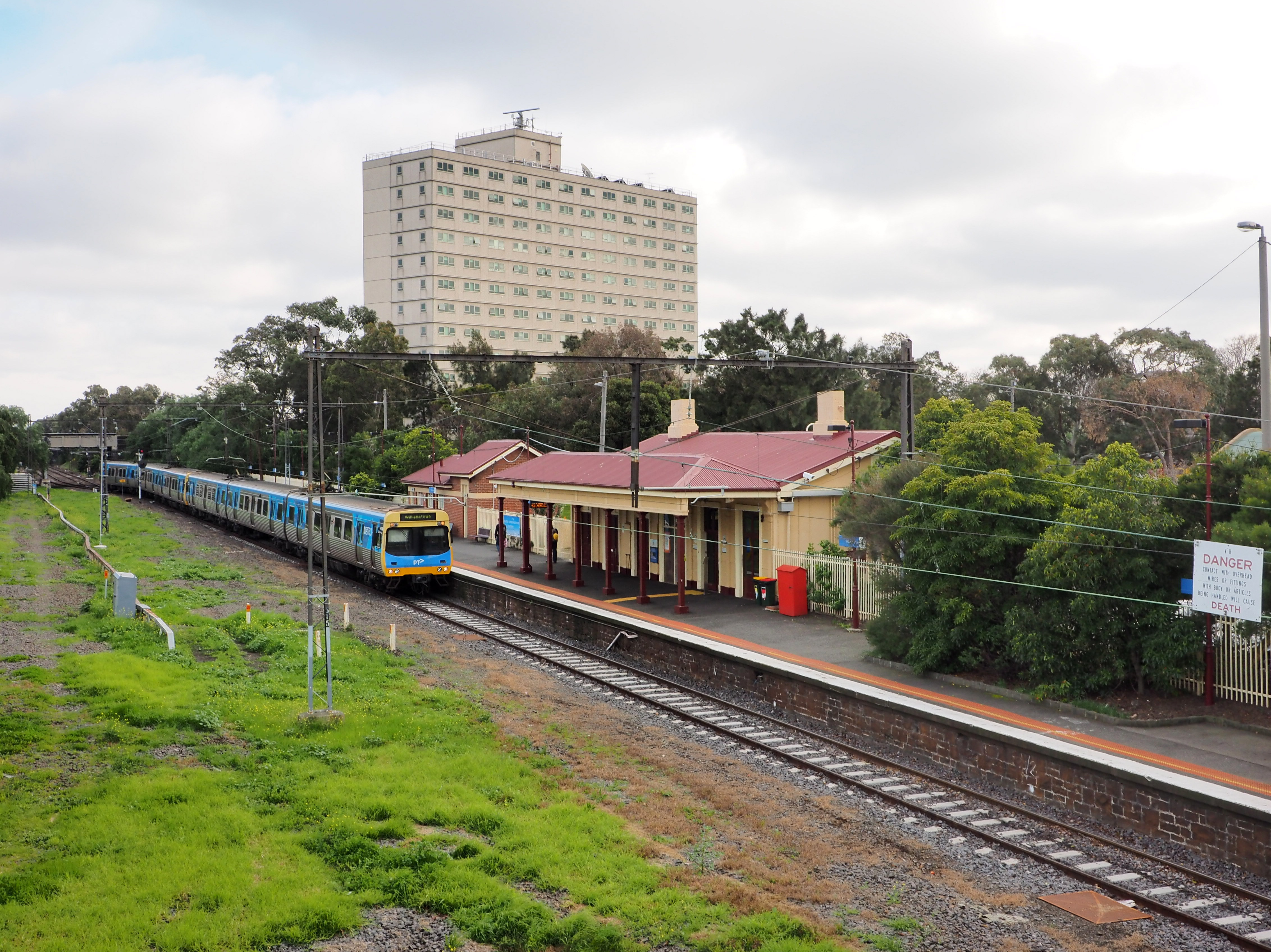
Потяг поблизу станції «Williamstown»
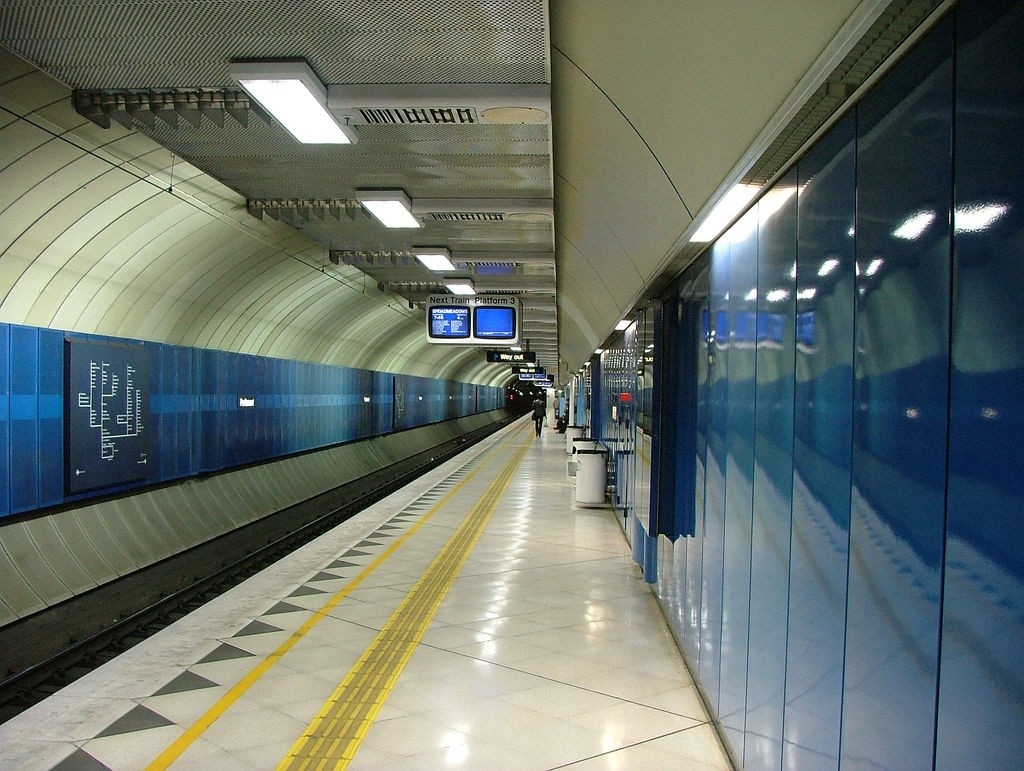
Платформа підземної станції «Parliament» на міські петлі
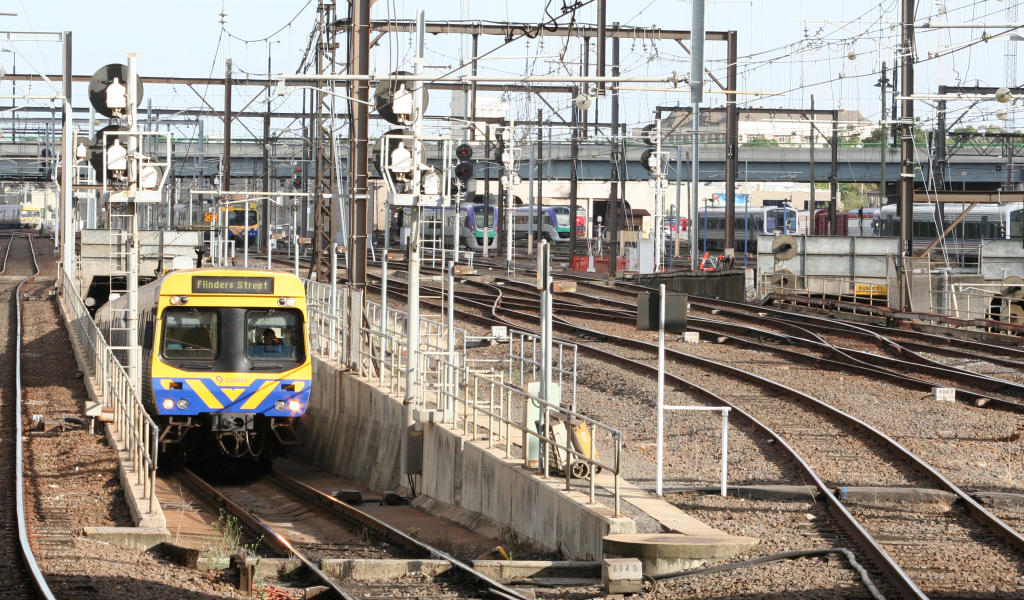
Один з порталів тунелю міської петлі
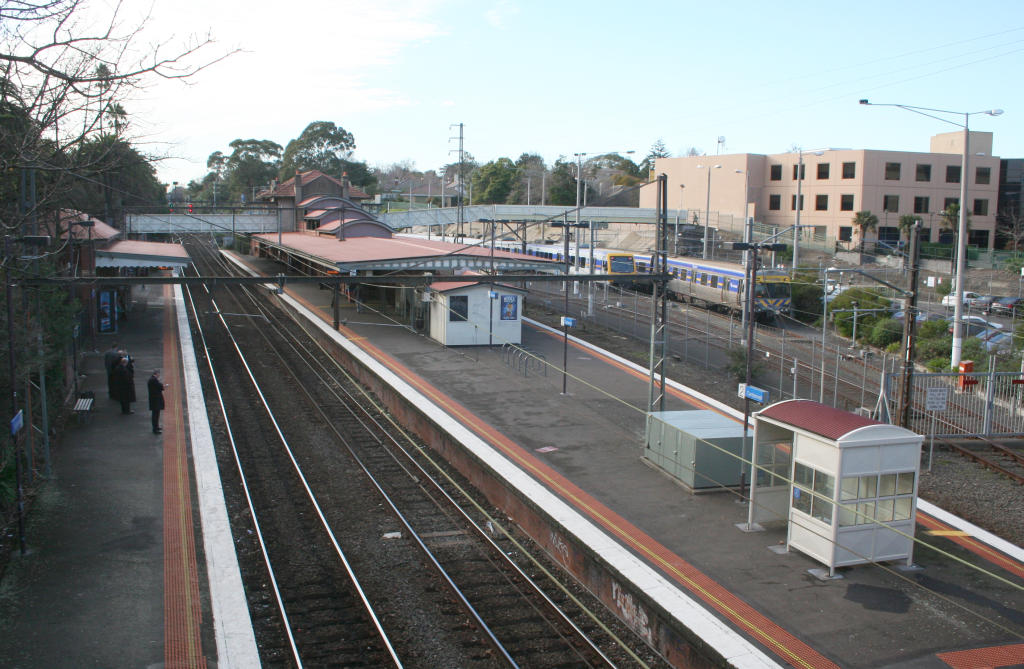
Станція «Camberwell»